# Alisterus
Alisterus és un gènere d'ocells de la família dels psitàcids. Aquests papagais habiten en zones forestals de l'est d'Austràlia, Nova Guinea i illes orientals d'Indonèsia.

## Taxonomia
Se n'han descrit tres espècies dins aquest gènere:
- papagai de les Moluques (Alisterus amboinensis).
- papagai de Nova Guinea (Alisterus chloropterus).
- papagai australià (Alisterus scapularis).